# Killer Shark
Killer Shark (en español Mares sangrientos) es una película estadounidense dirigida en 1950 por Budd Boetticher y rodada en Ensenada, Baja California (México).
Killer Shark es una minúscula serie B sobre unos pescadores de tiburones completamente desprovista del ritmo impecable característico de los westerns que hicieron famoso a Boetticher.

## Argumento
Un estudiante decide ir de vacaciones con su padre al mar, que es el capitán de un barco de pesca de tiburones. La inexperiencia del estudiante hace que su padre y otro tripulante resulten gravemente heridos por un tiburón, aunque intenta ayudarles cazando al depredador. Obviamente, las cosas no suceden según lo previsto.

## Reparto
- Roddy McDowall como Ted White.
- Laurette Luez como María.
- Roland Winters como Jeffrey White.
- Edward Norris como el tripulante Ramón.
- Rick Vallin como el tripulante Joe.
- Douglas Fowley como Louie Bracado.
- Nacho Galindo como el cocinero Maestro.
- Ralf Harolde como Slattery.
- Dickie Moore como Jonesy.
- Ted Hecht como el tripulante Gano.
- Charles Lang como Mack McCann.
- Robert Espinoza como el niño Pinon.
- John Sebastian como el tripulante Tony.
- Tom Coleman como Seaman.
- Julian Rivero como el doctor.
- George Slocum como el capitán Hansen.
- Frank Sully como Patrick.
- Ken Terrell.